# Open San José 2011
L'Open San José 2011, noto anche come Seguros Bolívar Open San José, è stato un torneo professionistico di tennis maschile giocato sul cemento. È stata la 1ª edizione del torneo, che fa parte dell'ATP Challenger Tour nell'ambito dell'ATP Challenger Tour 2011. Si è giocato a San José in Costa Rica dal 14 al 20 marzo 2011.

## Partecipanti

### Teste di serie
| Giocatore   | Nazionalità            | Ranking* | Testa di serie |
| ----------- | ---------------------- | -------- | -------------- |
| Russia      | Tejmuraz Gabašvili     | 77       | 1              |
| Stati Uniti | Robert Kendrick        | 86       | 2              |
| Israele     | Dudi Sela              | 87       | 3              |
| Colombia    | Alejandro Falla        | 101      | 4              |
| Russia      | Igor' Kunicyn          | 103      | 5              |
| Italia      | Paolo Lorenzi          | 127      | 6              |
| Brasile     | Rogério Dutra da Silva | 157      | 7              |
| Croazia     | Franko Škugor          | 164      | 8              |

- Ranking al 7 marzo 2011.

### Altri partecipanti
Giocatori che hanno ricevuto una wild card:
- Andrea Collarini
- Juan Sebastián Gómez
- Ignaci Roca
- Eduardo Struvay

Giocatori che sono passati dalle qualificazioni:
- Felipe Escobar
- Edgar López
- Rodrigo Grilli
- Esteban Vargas
- Enrique Naranjo (lucky loser)

## Campioni

### Singolare
Giovanni Lapentti ha battuto in finale  Igor' Kunicyn,  7–5, 6–3

### Doppio
Juan Sebastián Cabal /  Robert Farah hanno battuto in finale  Luis Díaz-Barriga /  Santiago González con il punteggio di 6–3, 6–3